# چهارگل
چهارگل جماعت و شهرکی در جنوب غربی کشور تاجیکستان است که در ناحیهٔ یاوان ولایت ختلان قرار دارد. جمعیت این جماعت ۱۰۶۳۱ است.